# Batalha do Hális (82 a.C.)
A Batalha do Hális foi travada em 82 a.C. entre as forças da República Romana e as do Reino do Ponto no contexto da Segunda Guerra Mitridática.

## História
No decorrer de sua campanha contra Mitrídates VI do Ponto, o general romano Lúcio Licínio Murena superestimou suas próprias chances e ignorou as ordens recebidas de Roma para encerrar as operações. No comando de duas legiões, Murena lançou diversos raides ao território pôntico e acabou provocando a Segunda Guerra Mitridática. No rio Hális, os romanos encontraram um pequeno exército comandado pelo general Górdio e acamparam do outro lado do rio. O próprio Górdio aguardou a chegada de Mitrídates, que veio à frente do principal exército pôntico, para atacar os mal-preparados romanos. Os pônticos conseguiram forçar a travessia do rio e conseguiram que os romanos recuassem deixando seu acampamento para trás depois de pesadas perdas. Em 81 a.C., o próprio Lúcio Cornélio Sula restaurou a paz entre Roma e o Reino do Ponto nos termos da Paz de Dárdanos, de 85 a.C.